# Стандартная марка
Станда́ртная ма́рка (или дефинити́в) — почтовая марка обычного выпуска, являющаяся частью станда́ртного вы́пуска или станда́ртной се́рии, которые охватывают шкалу номиналов, достаточную для покрытия всех почтовых тарифов, и выпускаются массовым тиражом для длительного повседневного использования. Стандартные марки противопоставляются коммеморативным (памятным) маркам, выпускаемым по определённым поводам.
Стандартные почтовые марки являются универсальными марками вместе с коммеморативными и автоматными.
Стандартным выпуском, как правило, называется набор марок, пускаемый в продажу одновременно, тогда как стандартная серия эмитируется в течение ряда лет, но эти термины расплывчаты.

## Описание
Стандартные марки относятся к маркам общего пользования и употребляются на самых разных видах почтовой корреспонденции. Они печатаются очень большими тиражами, и их дизайн часто остаётся десятилетиями неизменным.

## История
Этот термин стал широко употребляться после Первой мировой войны для различения стандартных марок новых стран от провизориев, которые имели хождение во многих местах. До этого такие марки просто назывались «обычными» или «простыми» либо просто не определялись как таковые, но эмиссия коммеморативных марок и «специальных выпусков», начавшаяся в 1890-е годы осложнила ситуацию, когда страны-эмитенты стали выпускать большие объёмы марок, которые фактически не имели хождения.
По решению Всемирного почтового союза (ВПС), начиная с 1883 года стандартные марки стран-членов этой организации должны были печататься одинаковой краской для одного и того же вида почтового отправления, например, для бандеролей должны были использоваться марки зелёного цвета, для почтовых карточек — красные, для внутренних писем — синие. К началу XX века почти все члены ВПС ввели установленные цвета марок. В дальнейшем это требование было отменено.

## Номиналы стандартных марок
Шкала номиналов варьирует по эпохам и странам, но главное — это покрытие: номиналов должно быть достаточно для того, чтобы охватить все возможные почтовые сборы с помощью как можно меньшего количества марок. Как правило, самым малым номиналом будет самая маленькая денежная единица или самый малый дробный почтовый тариф. К примеру, американская серия «Свобода» 1954—1965 годов (Sc #1030—1059)[≡] включала марку номиналом в ½ цента, поскольку некоторые тарифы выражались в долях цента за одну унцию. Самый высокий номинал серии обычно представляет собой довольно высокую цифру, как правило, в 50—100 раз больше тарифа за отправление простого письма; типичные номиналы — один фунт стерлингов, пять долларов, и т. п. Обычно их не так часто можно увидеть, поскольку они больше свойственны для посылок.
Промежуточные номиналы обычно подбираются так, чтобы было удобно давать сдачу, к примеру, 1, 2, 5, 10, 20, 25, 50 в случае десятичной валюты. Обычным является включение всех номиналов от 1 до 10, величины, кратные 5 (от 10 до 50), и величины, кратные 10 (от 50 до 100). Дополнительные «странные» номиналы могут отражать специальные распространённые тарифы, причем в случае выхода серии в течение некоторого периода времени может появиться ряд таких необычных номиналов.

## Филателистические аспекты
Стандартные марки — своеобразные «рабочие лошадки» страны, и в силу этого они имеют тенденцию иметь небольшой размер и рисунки, отражающие национальную культуру и историю. Стандартные марки более бедных стран зачастую имеют очень простой вид и дешёвую печать в отличие от больших и красочных коммеморативных марок, которые приносят практически чистую прибыль в случае, если будут приобретены иностранными коллекционерами и никогда не будут использованы для оплаты почтовых сборов.
Поскольку почтовые ведомства знают, что филателисты хотят заполучить все марки стандартной серии, а полная серия может быть довольно дорогой, всегда есть соблазн заработать побольше денег, выпустив новые комплекты стандартных марок, а также включая в комплект марки очень высоких номиналов. Филателистические организации рекомендовали, чтобы почтовые ведомства выпускали новые стандартные выпуски не чаще одного раза в пять лет. Большинство почтовых ведомств стран мира следуют этому правилу. Исключением может быть смерть монарха, диктующая необходимость эмиссии новой серии стандартных марок для нового правителя.
Поскольку стандартные серии выпускаются в течение некоторого периода времени и допечатываются для удовлетворения почтового спроса, у них часто бывает больше разновидностей по сравнению с отпечатанным однократно тиражом. Изменение способа печати и эксперименты с фосфорными красками — вот обычный источник появления разновидностей современных почтовых марок, хотя также не редки и различия в водяных знаках и зубцовке, особенно у более старых марок. Многие филателисты сделали изучение этих различий частью своего увлечения и стремятся собрать все разновидности каждой марки. Некоторые разновидности особенно редки и могут быть более ценными по сравнению с остальными экземплярами той же марки, которые для непосвященного выглядят одинаково.
Специальные марки, такие как рождественские марки, ежегодно выпускаемые разными странами, иногда относят к стандартным маркам, потому что они не являются коммеморативными марками. Как правило, они имеют ограниченную линейку номиналов, связанную конкретно с теми почтовыми отправлениями, которые характерны для того события, по поводу которого они выпущены.

## Стандартные марки России и СССР
Официальные выпуски стандартных марок России впервые появились в 1857 году, в эпоху существования Российской империи. Первые стандартные марки РСФСР были эмитированы в декабре 1922 — январе 1923 годов.
В октябре 1923 года в обращение поступили первые стандартные марки СССР (из серии «Золотой стандарт»). До 1978 года в свет вышло двенадцать стандартных выпусков, каждый из которых имел собственные рисунки. Их форматы, как это принято вообще для стандартных марок, в основном небольшие, и размеры почти одинаковые. Исключением стали более крупные марки второго стандартного выпуска СССР (ЦФА [АО «Марка»] № 340—354). Встречаются также крупнономинальные марки несколько бо́льших размеров по сравнению с остальными марками среди других стандартных выпусков (например, № 384, 385, 1425, 3464—3467). Стандартные эмиссии СССР осуществлялись до 1992 года. Стандартные марки современной России издаются с февраля 1992 года.

## Известные стандартные марки
Ниже перечислены некоторые примечательные стандартные серии и выпуски различных государств:
- Австралия
  - Серия «Кенгуру и карта»[англ.] (1913—1945)[7][≡]
  - Серия «Король Георг V» (1913—1932)[7][≡]
- Аргентина
  - Выпуск «Патриоты и природные ресурсы» (англ. Patriots and Natural Resources, 1935—1951)[8]
- Великобритания
  - Серия «Уайлдинг» (1952—1967)[6][≡]
  - Серия «Машен»?! (выпускается с 1967 года)[6][≡]
- Германия
  - Серия «Германия» (1899—1922)
  - Серия «Женщины в немецкой истории»[англ.] (1986—2003)
  - Серия «Цветы» (c 2005)
- Греция
  - Серии «Головы Гермеса»[англ.] («большие»[англ.] и «малые»[англ.], 1861—1896)[9][≡]
- Канада[англ.]
  - Выпуск «Завиток» (Scroll Issue, 1928—1929)[10][≡]
  - Выпуск «Арка и кленовый лист» (Arch and Maple Leaf Issue, 1930—1931)[10]
  - «Военный выпуск» (War Issue, 1942)[≡]
  - Выпуск «Королева Елизавета II»[англ.] (2003—2006)[11]
- Мексика
  - Выпуск «Мексика экспортирует» (исп. México Exporta, 1975—1993)[12]
- Новая Зеландия
  - «Ландшафтная серия» (англ. New Zealand Scenic Series, 1996—2007)
- Норвегия
  - Серия «Почтовый рожок» (1872—2005)[≡]
- Португалия
  - Серия «Жница» (1912—1931)[≡]
- США
  - Серия «Пикториал»[англ.] (1869)[13]
  - Стандартная серия США 1902 года[англ.][14]
  - Серия «Вашингтон—Франклин»[англ.] (1908—1922)[15][≡]
  - «Президентский выпуск», 1938 (Sc #803—834)[≡]
  - Серия «Свобода», 1954—1965 (Sc #1030—1059)[4][5][≡]
  - Серия «Известные американцы»[англ.], 1965—1981 (Sc #1284—1305)[5][≡]
  - Серия «Американа»[англ.], 1975—1981 (Sc #1581—1619)[5]
  - Серия «Великие американцы»[англ.], 1980—1999 (Sc #1844—1869, 2168—2197, 2933—2943)[16]
  - Серия «Транспорт» (в рулонах)[англ.], 1981—1995 (Sc #1897—1908, 2123—2228, 2252—2266, 2451—2468)[16]
  - Серия «Выдающиеся американцы»[англ.] (с 2000 года)
- Франция
  - Серия «Церера»[англ.] (с 1849 года)[17]
  - Серия «Мореплавание и торговля»[англ.] (с 1892 года)[18]

- Примеры стандартных марок разных стран
- Марка Австралии (1929) из серии «Кенгуру и карта»[англ.] (1913—1945)[7][^]
- Марка Австралии (1914) из серии «Король Георг V» (1913—1932)[7][^]
- Марка Греции из серий «Головы Гермеса»[англ.] (1861—1896)[^]
- Марка Канады с изображением короля Георга VI из «Военного выпуска» (1942)[^]
- Марка Норвегии (1872) из серии «Почтовый рожок»[^]
- Марка португальской колонии Тете (1914) из серии «Жница» (1912—1931)[^]
- Марка США с портретом Джорджа Вашингтона, 1908 (Sc #332) из серии «Вашингтон—Франклин»[англ.] (1908—1922)[^]
- Марка США с портретом Мартина Ван Бюрена (Sc #813) из «Президентского выпуска», 1938 (Sc #803—834)[^]
- Статуя Свободы на марке США (Sc #1041) из серии «Свобода»[англ.], 1954—1965 (Sc #1030—1059)[^][^]
- На марке США 1968 года (Sc #1288) изображён О. У. Холмс. Серия «Известные американцы»[англ.], 1965—1981 (Sc #1284—1305)[^]